# Emorragia extradurale
L'emorragia extradurale è un sanguinamento nello spazio extradurale. La causa scaturente tale perdita di sangue la si riscontra sovente in un trauma cranico in seguito ad incidente, in cui compaiono lacerazioni dei vasi meningei, spesso in combinazione con la frattura ossea.
Fra i segni clinici che accompagnano l'emorragia i più comuni sono l'erniazione delle circonvoluzioni uncali, il vomito, barcollamento, rallentamento del polso.
Tale emorragia è spesso fatale per l'uomo. Il trattamento è chirurgico di emergenza.